# Proratites
Proratites – wymarły rodzaj owadów z rzędu muchówek i rodziny zwieskowatych, obejmujący tylko jeden znany gatunek: Proratites simplex.
Rodzaj i gatunek opisane zostały w 1999 roku przez Davida A. Grimaldiego i Jeffreya M. Cumminga. Opisu dokonano na podstawie inkluzji samicy, pochodzącej z turonu w kredzie. Odnaleziono ją w stanie New Jersey w USA.
Muchówka ta miała ciało długości 3,5 mm przy tułowiu szerokości 0,97 mm. Głowa miała nagie, dychoptycznie rozstawione oczy. Biczyk czułka miał pierwszy człon stożkowaty i tak długi jak nóżka, drugi zaś czterokrotnie dłuższy od pierwszego i cienki. Narządy gębowe były ku przodowi wystające. Skrzydła były długie. Użyłkowanie skrzydła charakteryzowało się dużą, nieregularnie ukształtowaną komórką dyskoidalną, z której wierzchołka wydawały się odchodzić żyłki medialne M1 i M2. Druga odnoga przedniej żyłki kubitalnej spotykała pierwszą żyłkę analną przed krawędzią skrzydła.